# Francisca Valenzuela
Francisca Valenzuela Méndez (San Francisco, California; 17 de marzo de 1987) es una cantante, compositora e instrumentista chilenaestadounidense de pop rock. Fue considerada una de las cantantes revelación chilenas en 2006,[cita requerida] fecha de lanzamiento de su sencillo debut, «Peces», y del que sería su mayor éxito hasta la actualidad, «Dulce», el cual alcanzó el segundo puesto en la lista de los sencillos más exitosos de su país. Hasta la fecha, ha lanzado seis álbumes de estudio: Muérdete la lengua (2007), Buen soldado (2011), Tajo abierto (2014), La fortaleza (2020), Vida tan bonita (2022) y Adentro (2023).
En febrero de 2013, pisó por primera vez el escenario del Festival de Viña del Mar, el más importante de Chile.

## Primeros años
Nació y fue criada durante sus primeros años entre Estados Unidos y Chile. Pasó sus primeros doce años de vida en San Francisco, California, con sus cuatro hermanos hombres y sus padres, Pablo Valenzuela Valdés y Bernardita Méndez Velasco, ambos destacados científicos chilenos. Ahí manifestó interés por la música a muy temprana edad. Empezó con clases de música a los siete años. A los diez años ya tocaba guitarra acústica, estudiaba piano clásico y daba sus primeros pasos en la composición.[cita requerida]
A los trece años ella y su familia emprendieron un viaje para radicarse en Chile, donde siguió sus estudios en el Saint George's College en la ciudad de Santiago. En Chile se consagraría definitivamente como cantante. Residiendo en este país, participó como solista cantautora en diversos festivales interescolares presentando sus temas originales y continuó con su entrenamiento en piano clásico, realizando varios conciertos en Santiago. Una de sus primeras canciones se la dedicó a su hermana menor, Laura.[cita requerida]

### Relaciones e hijo
Francisca suele ser reservada con respecto a su vida privada. Hasta 2022, mantuvo una relación con el productor Vicente Sanfuentes, quien también produjo y colaboró en varios de sus discos.
En 2023 comenzó a surgir el rumor de un romance con el periodista Daniel Matamala, el cual sería confirmado. En agosto de 2024, Valenzuela anunció que estaba esperando a su primer hijo junto con Matamala.

## Carrera artística

### 2000-2004: Inicios musicales
En paralelo, Francisca Valenzuela también escribía poesías que despertaron el interés de algunas editoriales. De esta manera, en el año 2000 se publicó en Estados Unidos la recopilación de poesías Defenseless Waters (este libro fue destacado por Isabel Allende), bajo la editorial El Andar Books, y Abejorros/Madurar, bajo la editorial Plaza y Janés, el cual se distribuyó por España e Iberoamérica. Como parte del lanzamiento de su libro Defenseless Waters, ella realizó una gira promocional por California; allí presentó también sus propias composiciones con teclado y guitarra, los cuales son sus principales instrumentos musicales. En 2004 asistió a un programa musical intensivo de jazz en el Berklee College of Music en Estados Unidos. Francisca Valenzuela estudió Periodismo en la Pontificia Universidad Católica de Chile.

### 2006-2008:Muérdete la lengua

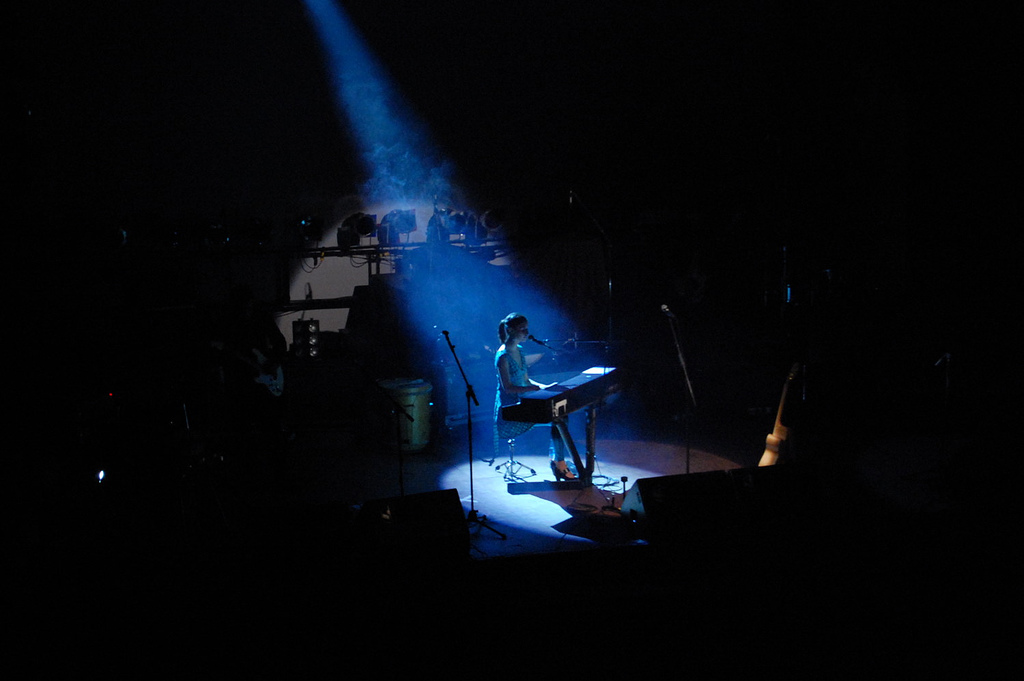
Francisca Valenzuela en un concierto en Concepción en 2007.

En 2006, publicó su primer sencillo llamado «Peces», canción que compuso a los 13 años. Al cabo de unos pocos meses, la canción tuvo un leve impacto en el público y sonaba fuertemente en algunas de las radios chilenas pero aún sin lograr el reconocimiento popular. También, fue invitada por muchas radios para dar entrevistas e hizo muchas tocatas para promocionar aún más su música. «Peces» fue reconocida por la prestigiosa revista Rolling Stone como una de las mejores 100 canciones de 2006. A finales de ese año, estrenó su segundo sencillo llamado «Dulce» en la emisora radial Rock & Pop. La canción lograba encumbrarse hasta la posición número dos de la lista de popularidad musical chilena, además de convertirse en una de las cinco canciones más sonadas en radios ese año. 
Fue invitada por Julieta Venegas para abrir su concierto que se realizó en el Teatro Caupolicán. El 30 de junio de 2007, lanzó su primer disco llamado Muérdete la lengua con la producción de los hermanos Mauricio y Francisco Durán de Los Bunkers, el cual contiene diez canciones, incluyendo sus sencillos «Peces» y «Dulce». El disco es uno de los más vendidos en Chile, consagrando este éxito al poco tiempo cuando su álbum fue certificado como disco de oro por más de 7500 copias vendidas.

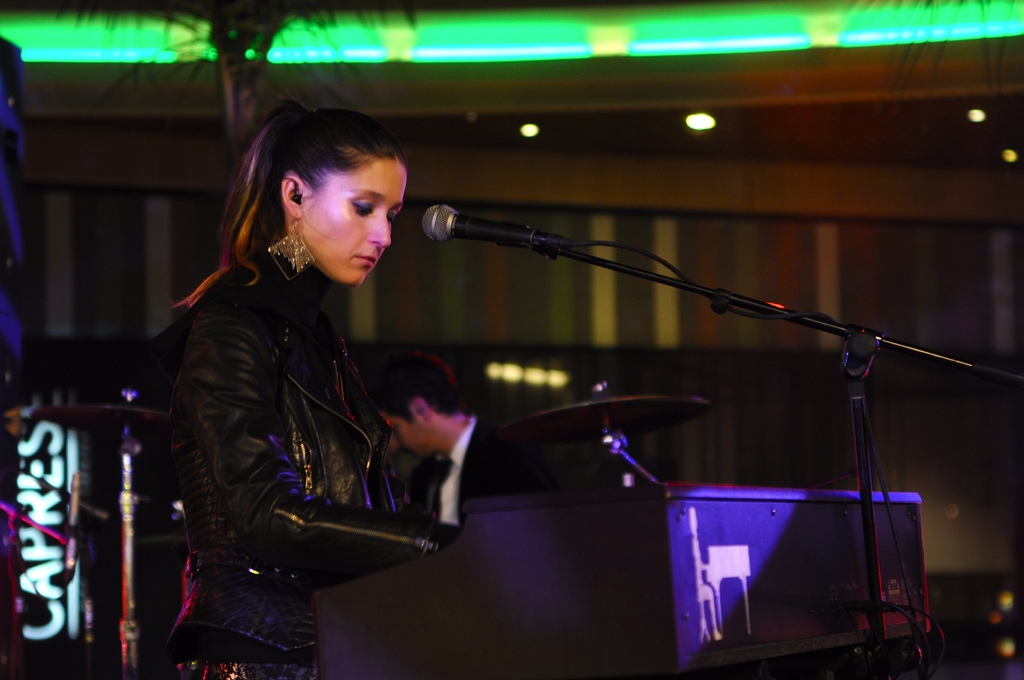
Valenzuela en 2008.

En 2008, junto con el Grupo Libra fueron los únicos artistas chilenos escogidos por MTV para su programa de promoción 15 días en MTV la cual consistía en pequeños clips que rotaban por todo MTV Latinoamérica y la señal de MTV Tr3s de Estados Unidos.

### 2009-2013:Buen soldado

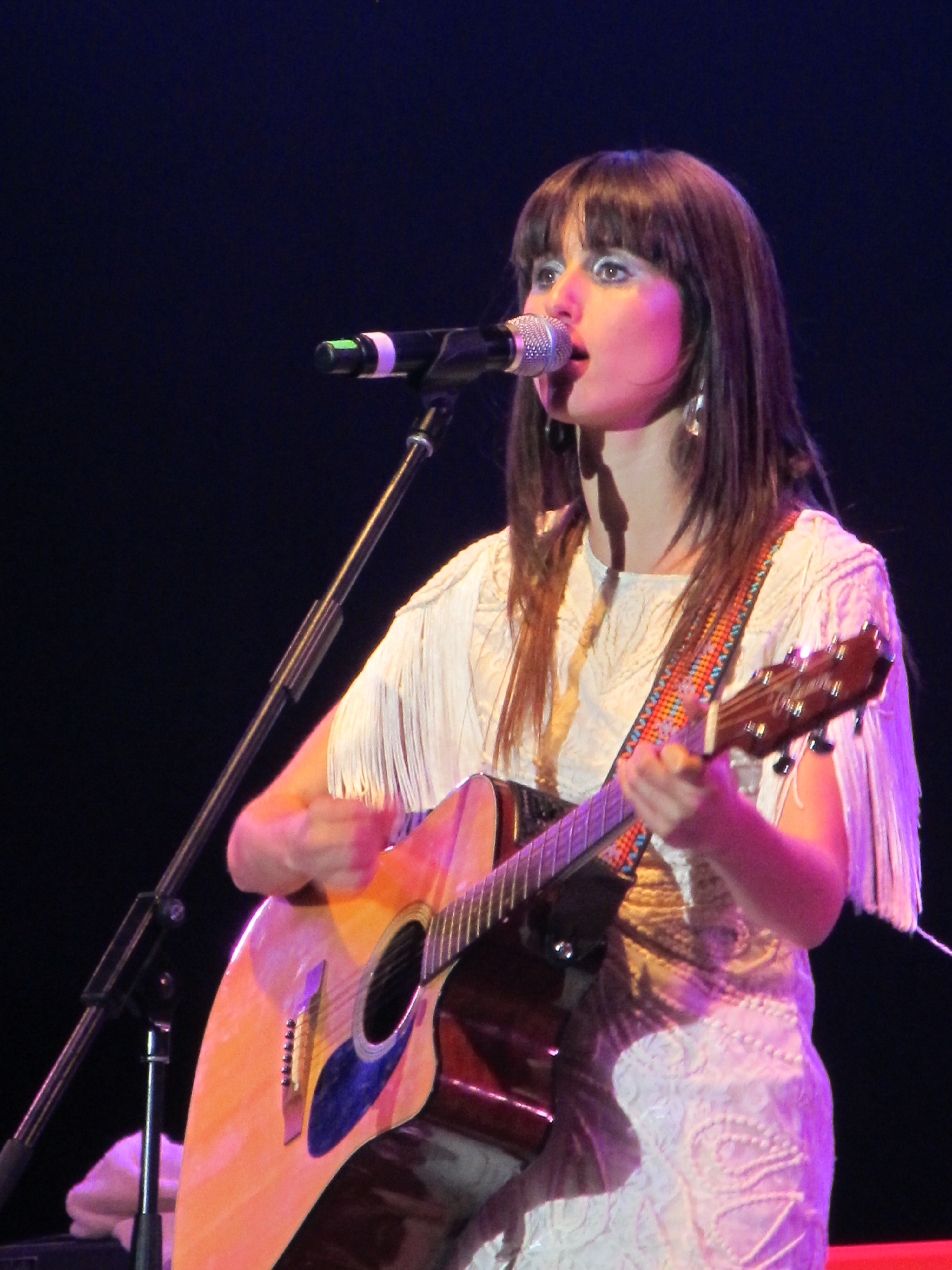
Valenzuela presentándose en vivo en 2012.

A principios de 2009, comenzó la fase de preproducción de su segundo álbum. Interpretó su propia música contribuyendo al documental chileno de la conservación del agua, H2O: Cero, al componer una nueva canción llamada «En blanco» para la película. Participó en el disco tributo a Violeta Parra con la grabación de una nueva versión de «Run run se fue pa'l norte», así como la grabación de una versión de la canción de Inti-Illimani, «Vuelvo». Fue una de las artistas invitadas en el álbum de 2009 de Latin Bitman Colour; Valenzuela coescribió y cantó dos canciones, «Help Me» y «Someday». «Help Me» se lanzó más tarde como un sencillo en los Estados Unidos y Chile y un video musical que también fue grabado en Los Ángeles, Estados Unidos en noviembre de 2009. A mediados de ese año, continuó en los estudios de composición y grabación para su segundo álbum de estudio; este proceso se extendió a lo largo de 2010, en donde también apareció en festivales y conciertos masivos. Interpretó la canción principal «El tiempo en las bastillas» para la exitosa serie chilena de Canal 13 Los 80.
El 1 de enero de 2011, lanzó en formato digital su primer sencillo, «Quiero verte más», de su segundo álbum de estudio llamado Buen soldado; este álbum se lanzó en marzo de 2011. Ha sido parte de importantes eventos musicales, como el The Pop Festival organizado por Shakira como parte de su tour Sale el Sol Tour para su fecha en Santiago de Chile el 10 de marzo. Después, fue invitada por la banda irlandesa U2 a la presentación de la noche del 25 de marzo en el Estadio Nacional de Chile, como parte del U2 360° Tour. El 2 de abril se presentó en el festival Lollapalooza Chile 2011 y el 16 de mayo en el Festival de Cannes como parte de la delegación que representaba a Chile en el festival de cine, tocando en un cóctel de Cinema Chile en el Paseo de las Palmas.
Arrancó con su gira nacional con el lanzamiento de Buen soldado visitando ciudades como Valparaíso, Talca, Concepción, Temuco y Valdivia. Así también tiene programadas varias presentaciones a nivel internacional en festivales estadounidenses y de Brasil. El 5 de julio de 2011, se anuncia que se incorpora a RLM, la agencia de representación de artistas más importante de España, especializada en la expansión regional de artistas de habla hispana, la misma que ha llevado a la fama a Miguel Bosé y Alejandro Sanz, entre otros artistas destacados, por lo que prepara una gira y el lanzamiento del disco Buen soldado en España para marzo de 2012. Se presentó en la cumbre del rock Chileno el 17 de noviembre de 2012. El 7 de septiembre, se confirmó su presencia por primera vez en el Festival de Viña del Mar 2013, en el cual ganó los 4 premios que este festival ofrece.

### 2014-2017:Tajo abierto

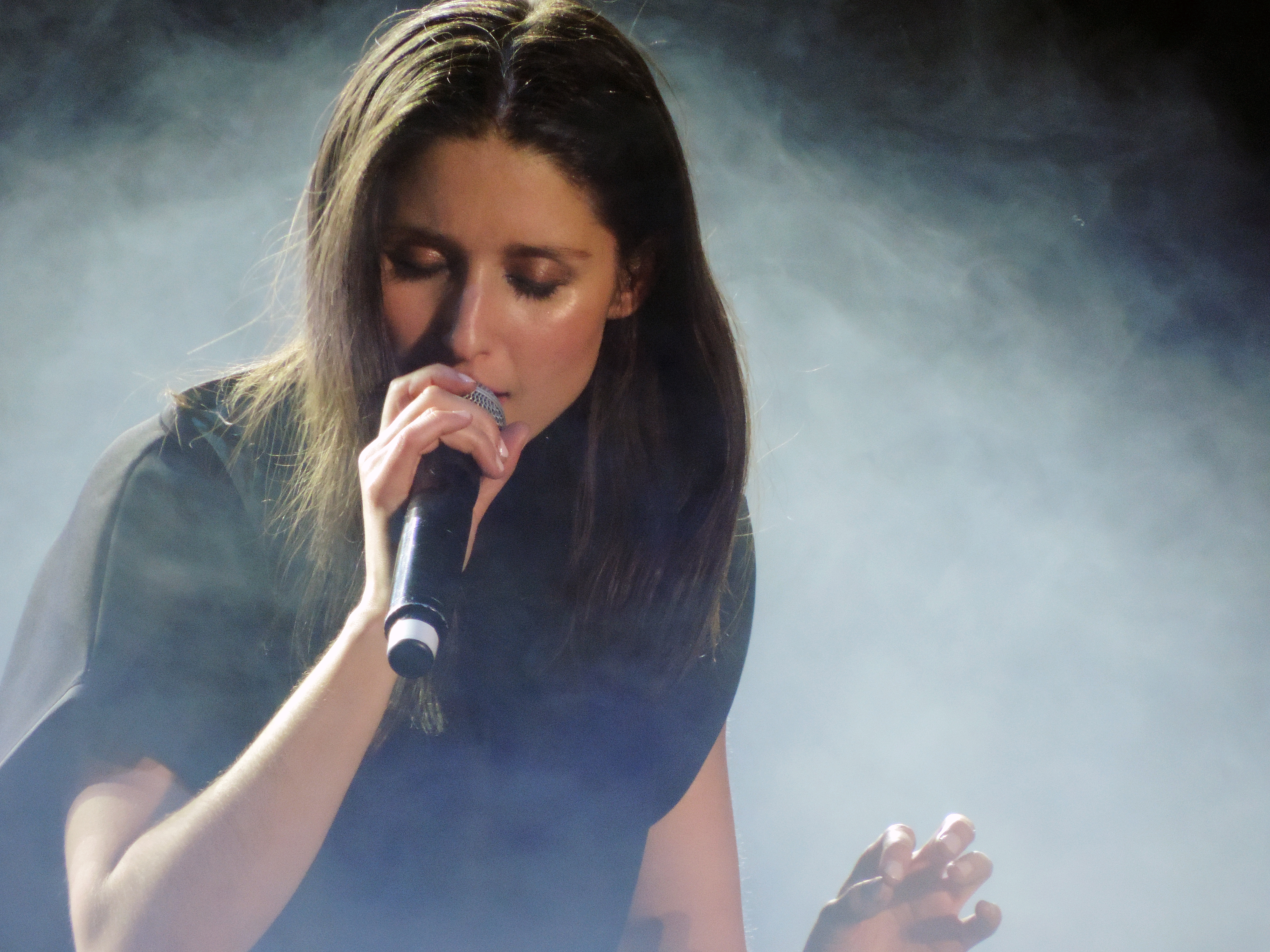
Valenzuela en 2014.

En mayo de 2014, confirmó que su tercer álbum de estudio, Tajo abierto, se lanzaría en septiembre de 2014. El primer sencillo «Prenderemos fuego al cielo», se lanzó el 15 de julio de 2014. El tema se convirtió en el tema más sonado en las radios chilenas durante 2015. Escribió la mayor parte del álbum en el piano antes de aprender a usar un software especial para crear la versión final de estudio. La mayoría del álbum fue grabado en Los Ángeles, California, con la excepción de «Cuequita del corazón», que grabó en Santiago, Chile. La cantante trabajó en el álbum con cuatro productores: Jesse Rogg, Vicente Sanfuentes (que coprodujo su segundo álbum), Dave Sitek y Áureo Baqueiro.
Formó su propio sello discográfico independiente, Frantastic Records, con la ayuda de su madre, Vicente Sanfuentes, y un pequeño equipo en Chile en 2014. Tajo Abierto se lanzó oficialmente el 9 de septiembre del mismo año. Para promocionar el álbum, actuó en España, México y Chile en septiembre y noviembre. Regresó a los Estados Unidos, donde debutó en Lollapalooza en Chicago el 1 de agosto de 2014. «Armadura» se estrenó como el segundo sencillo del material el 11 de diciembre de 2014. A fines de diciembre de ese año, fue seleccionada junto con otros 23 artistas internacionales conocidos para grabar el tema oficial, «Live It», para el 24 ° Campeonato Mundial Anual de Balonmano Masculino. Se filmó un video musical de la canción y luego se estrenó en YouTube el 18 de diciembre de 2014. Adicionalmente, representó a Chile en la ceremonia de apertura del campeonato en Doha, Catar, el 15 de enero de 2015.
En 2015 se dedicó de lleno a promocionar su álbum, iniciando su gira Cuerpo Eléctrico. Este tour a la larga incluiría 33 fechas y culminaría a comienzos de 2016. La gira la llevó a los festivales Frontera y Olmué en Chile y Estéreo Picnic en Colombia. Durante el mismo año y el 2016, estrenó los sencillos «Insulto», «Almost Superstars», «Catedral» y «Estremecer».

### 2018-2022:La fortaleza
Después del lanzamiento de su álbum Tajo abierto en 2014, se dedica de lleno a otros proyectos en carpeta como el Ruidosa Fest, además de presentarse en diferentes partes de Chile y viajar a otros países para promocionar su música a mayor escala.  En julio de 2018, anuncia su regreso a las plataformas digitales con un nuevo sencillos titulado «Tómame», este según la cantante sería la primera vértebra de un nuevo álbum. La canción con un sonido fresco y actual, aborda a través de sus letras la fuerza, libertad y evolución continua. Asimismo, comenzó las promociones en la gira «Tómame Tour» que visitó algunos casinos en Chile en octubre de 2018.
Formó parte de la edición 2019 de Lollapalooza Chile. El segundo sencillo de su próximo material «Ya no se trata de ti» se estrenó el 26 de julio de 2019, su musical dirigido por la propia Francisca, al igual que su sencillo anterior «Tómame» y se publicó a través de la revista Rolling Stone y su canal de YouTube. En julio del mismo año ingresa a Sony Music Chile, y presentó por primera vez su nuevo sencillo «Héroe»  el 9 del mismo mes en los Premios Pulsar y luego lo lanzó oficialmente el 26 de julio como el tercer sencillo del álbum.
El 10 de enero de 2020, publicó el cuarto sencillo de la producción discográfica «Flotando». El 17 de enero de 2020, estrenó su cuarto álbum de estudio La Fortaleza, bajo la producción de Diego Sepulveda, Fernando Herrera Bastidas y Vicente Sanfuentes. Ese mismo mes, se anunció que en febrero, se presentará por segunda vez el escenario del Festival De Viña Del Mar luego de 8 años. En dicho festival, fue invita por su compatriota Mon Laferte a bailar una cueca, y durante su presentación obtuvo las gaviotas de oro y de plata. El quinto sencillo del disco «Ven a buscarlo» se estrenó en la media noche del 24 de abril de 2020. El siguiente sencillo que da el nombre al álbum «La fortaleza» se lanzó el 24 de julio de 2020, junto con el estreno de un vídeo musical de carácter artístico y colaborativo. Para el vídeo debido al COVID, realizó una convocatoria abierta para que sus seguidores envíen sus videos con el fin de armar el clip que fue dirigido y montado por Camila Grandi. El clip obtuvo el premio a Video del Año en la primera edición de los Premios Musa. Para continuar con la promoción del disco, lanzó una versión acústica del tema «Amiga cruel» y una versión en vivo de «Normal mujer» en colaboración con Cami.
El 22 de enero de 2022, Francisca fue parte del Festival de Las Condes de ese año celebrado en el Parque Padre Hurtado, cantó por primera vez junto al dúo Ha*Ash al ser invitadas a su presentación, cuya interpretación fue criticada luego de que Valenzuela olvidará la letra de la canción, posteriormente cerró la noche del festival con su concierto donde invitó a las cantantes chilenas Soulfia y Yorka.

### 2022-2023:Vida tan bonita
El 6 de mayo de 2022 se lanzó su quinto álbum de estudio Vida tan bonita. Es el primer trabajo discográfico de Valenzuela que cuenta con participación de coescritores en su proceso. Además (tomando en cuenta sus últimos trabajos) se realiza un recambio importante en el área de producción musical, siendo Sebastián Krys (productor musical argentino) y Ali Stone (productora y DJ colombiana) quienes se encargan de trabajar con Valenzuela en el concepto y realización general de su nuevo trabajo.[cita requerida]

### 2023-presente:Adentro
Tras publicar Vida tan bonita, comenzó a trabajar en nueva música siendo el primer adelanto de su próximo material el tema «Dónde se llora cuando no se llora» publicado en mayo de 2023. Como segundo adelantó se lanzó en agosto «Nada para ti», en colaboración con la cantante mexicana Ximena Sariñana. Durante su gira Adentro - Tour Américas 2023, la cantante comentó el anunció de un nuevo álbum Adentro, el cual se lanzó finalmente el 18 de agosto de 2023.
Este mismo año ejerció como uno de los coach en el programa de talentos The Voice Chile, junto a Beto Cuevas, José Luis Rodríguez y Prince Royce.

## Estilo musical
Su estilo de música posee elementos del jazz y pop. En su música conviven la música clásica y popular, aunque ella se define como una mujer que canta con perspectiva de género. Su música tiene influencia de Fiona Apple, Julieta Venegas y Ben Folds. También, se declara fanática de los músicos Poulenc, Satie, Ravel, y su gran figura chilena a seguir, Jorge González. Sus músicos acompañantes son el guitarrista Jorge Chehade (perteneciente también a LÓPEZ), el baterista Sebastian Ilic, el bajista Feco Fuentes, el tecladista y encargado de percusiones Martín Benavides y el tecladista Marcos Meza.
Las letras de sus canciones, las cuales algunas son en español y otras en inglés, pueden ser livianas y humorísticas o pueden tener un fuerte contenido sobre el rol de la mujer en la sociedad, el amor y el desamor.[cita requerida]

## Discografía
Álbumes de estudio
- 2007: Muérdete la lengua
- 2011: Buen soldado
- 2014: Tajo abierto
- 2020: La fortaleza
- 2022: Vida tan bonita
- 2023: Adentro

## Premios y nominaciones
| Año  | Premio                                               | Categoría                  | Trabajo                      | Resultado | Ref.   |
| ---- | ---------------------------------------------------- | -------------------------- | ---------------------------- | --------- | ------ |
| 2008 | Premio Apes                                          | Mejor Artista Revelación   | Ella                         | Ganadora  |        |
| 2011 | Copihue de Oro                                       | Mejor Artista Pop/Rock     | Ella                         | Nominada  | [ 66 ] |
| 2012 | Copihue de Oro                                       | Mejor Artista Pop/Rock     | Ella                         | Nominada  | [ 67 ] |
| 2012 | Premios Gold Tie                                     | Mejor Cantante Juvenil     | Ella                         | Nominada  |        |
| 2012 | Premios Gold Tie                                     | Mejor video musical        | «En mi memoria»              | Nominada  |        |
| 2013 | Festival Internacional de la Canción de Viña del Mar | Antorcha de Plata          | Ella                         | Ganadora  | [ 68 ] |
| 2013 | Festival Internacional de la Canción de Viña del Mar | Antorcha de Oro            | Ella                         | Ganadora  | [ 68 ] |
| 2013 | Festival Internacional de la Canción de Viña del Mar | Gaviota de Plata           | Ella                         | Ganadora  | [ 68 ] |
| 2013 | Festival Internacional de la Canción de Viña del Mar | Gaviota de Oro             | Ella                         | Ganadora  | [ 68 ] |
| 2013 | Copihue de Oro                                       | Mejor Artista Pop/Rock     | Ella                         | Nominada  | [ 69 ] |
| 2014 | Copihue de Oro                                       | Mejor Artista Pop/Rock     | Ella                         | Nominada  | [ 70 ] |
| 2014 | Premios 40 Principales América                       | Artista de Chile           | Ella                         | Ganadora  | [ 71 ] |
| 2015 | Premios MIN                                          | Artista internacional      | Ella                         | Ganadora  | [ 72 ] |
| 2015 | Premios Pulsar                                       | Canción del año            | «Prenderemos fuego al cielo» | Nominada  | [ 73 ] |
| 2015 | Premios Grammy Latinos                               | Mejor Paquete de Grabación | Tajo abierto                 | Nominada  | [ 74 ] |
| 2015 | Copihue de Oro                                       | Mejor Artista Pop/Rock     | Ella                         | Nominada  | [ 75 ] |
| 2016 | Premios Pulsar                                       | Canción Más Escuchada      | «Prenderemos fuego al cielo» | Ganadora  | [ 76 ] |
| 2019 | Premios Pulsar                                       | Canción del Año            | «Ya no se trata de ti»       | Nominada  | [ 77 ] |
| 2020 | Festival Internacional de la Canción de Viña del Mar | Gaviota de Plata           | Ella                         | Ganadora  | [ 78 ] |
| 2020 | Festival Internacional de la Canción de Viña del Mar | Gaviota de Oro             | Ella                         | Ganadora  | [ 78 ] |
| 2020 | Premios Musa                                         | Disco del año              | La fortaleza                 | Nominada  | [ 79 ] |
| 2020 | Premios Musa                                         | Artista pop del año        | Ella                         | Nominada  | [ 79 ] |
| 2020 | Premios Musa                                         | Video del año              | «La fortaleza»               | Ganadora  | [ 51 ] |
| 2021 | Premios Pulsar                                       | Artista del Año            | Ella                         | Nominada  | [ 80 ] |
| 2021 | Premios Pulsar                                       | Mejor Artista Pop          | Ella                         | Ganadora  | [ 81 ] |
| 2021 | Premios Pulsar                                       | Canción del Año            | «Flotando»                   | Ganadora  | [ 81 ] |
| 2021 | Premios Pulsar                                       | Álbum del Año              | La fortaleza                 | Ganadora  | [ 81 ] |